# Paradistichodus dimidiatus
Paradistichodus dimidiatus is een straalvinnige vissensoort uit de familie van de hoogrugzalmen (Distichodontidae). De wetenschappelijke naam van de soort is voor het eerst geldig gepubliceerd in 1904 door Jacques Pellegrin.
De soort werd verzameld door dokter Maclaud op 3 maart 1904 in Casamance, in die tijd deel uitmakend van Portugees-Guinea.